# Şehzade Mehmed Abdülkadir
Şehzade Mehmed Abdülkadir Efendi (turco ottomano:  شہزادہ محمد عبدالقادر; Istanbul, 16 gennaio 1878 – Sofia, 16 marzo 1944) è stato un principe ottomano, figlio del sultano Abdülhamid II e della consorte Bidar Kadın.

## Origini
Şehzade Mehmed Abdülkadir nacque il 16 gennaio 1878 a Istanbul, nel Palazzo di Yıldız. Suo padre era il sultano ottomano Abdülhamid II e sua madre la consorte Bidar Kadın. Aveva una sorella maggiore, Naime Sultan.
Venne circonciso nel 1891, insieme ai fratellastri minori Şehzade Ahmed Nuri e Şehzade Mehmed Burhaneddin.

## Istruzione e carriera
Venne istruito da Halil Ağa al Padiglione Ihlamur insieme al fratellastro maggiore Şehzade Mehmed Selim e al cugino Şehzade Abdülmecid.
Era poliglotta, parlando, oltre al turco, anche francese e persiano, e imparò a suonare il violino, il pianoforte e il kemenche. I suoi insegnanti di musica erano Vondra Bey e Aranda Paşah.
Infine venne mandato in Germania per l'addestramento militare. Tornato a Istanbul, ricoprì i gradi di maggiore, colonnello e brigadiere dell'esercito ottomano.
A un certo punto suo padre lo fidanzò con Emine Sultan, figlia del defunto sultano Abdülaziz, ma la principessa si rifiutò di sposare un uomo più giovane di lei e riuscì a ottenere l'annullamento del fidanzamento.
Visse diviso fra una villa nei terreni di Palazzo Yıldız, il palazzo di Kızıltoprak e il palazzo sul lungomare di Büyükdere.
Nel 1909 suo padre fu deposto ed esiliato a Salonicco e poi, dal 1912, nel palazzo Beylerbeyi di Istanbul, dove morì nel 1918. Abdülkadir non lo seguì né accettò di recarsi da lui prima che morisse.

## Esilio
Nel 1924 la dinastia ottomana venne esiliata.
Abdülkadir e la sua famiglia si stabilirono a Budapest, in Ungheria. Nel 1925, insieme ai restanti figli e consorti di Abdülhamid II, incaricò Sami Günzberg, noto avvocato ebreo, di recuperare l'eredità di Abdülhamid requisita dal governo repubblicano turco. Fallì e Abdülkadir fu costretto a vendere la sua villa privata a una principessa egiziana, Ikbal Hanim, che era stata moglie del chedivè d'Egitto. Tuttavia, Günzberg riuscì a ottenere un indennizzo sui pozzi di petrolio iracheni acquistati da Abdülhamid, e riuscì a garantire ad Abdülkadir una piccola rendita per dieci anni.
Nel 1933 Abdülkadir si trasferì a Sofia, nel Regno di Bulgaria, dove si occupò del rinnovo del museo Bali Efendi.

## Morte
Şehzade Mehmed Abdülkadir morì di infarto il 16 marzo 1944. Rifugiato in un bunker durante un raid aereo americano, venne schiacciato dalla folla in fuga. Fu sepolto nel cimitero mussulmano della città di Sofia.

## Famiglia
Şehzade Mehmed Abdülkadir ebbe sette consorti, cinque figli e due figlie.

### Consorti
- Mislimelek Hanim. Nata nel 1883 come Pakize Marshania, era figlia del principe abcaso Abdülkadir Hasan Bey Marshania (1862–1917), emigrato dal Caucaso dopo l'invasione russa e unitosi come ufficiale all'esercito ottomano, e di sua moglie Mevlüde İnal-lpa (1862 - 1937). Aveva tre fratelli, Ismail Bey, Ali Bey e Reşid Bey; e due sorelle, Kezban Şahinde Hanım, dama di compagnia di Nazikeda Kadın, e Hatice Aşubican Hanım. Nel 1890, a sette anni, entrò a servizio di Nemika Sultan, cugina di Abdülkadir, che così la notò e la sposò il 10 giugno 1898. La cerimonia fu officiata dal primo Imam Hafız Raşid Efendie, assistito da Cevher Ağa, Esvabcıbaşı İsmet Bey, Imam della moschea Sinan Paşah, Mustafa Asım Efendi e il responsabile delle partenze dell'harem imperiale, Ali Rıza Efendi. All'esilio della dinastia ottomana seguì il marito fino al 1943, quando lui la mandò in Albania, pensando di tenerla al sicuro. Invece, fu catturata e internata in un campo di concentramento nazista. Sopravvissuta, dopo la guerra emigrò a Tripoli, in Libano, dove scrisse le sue memorie e morì nel 1955. Da lei ebbe un figlio: 
  - Şehzade Ahmed Orhan (1901 - 1901).
- Suhendan Hanim. Abcasa, nata nel 1882 a Tokat. Si sposarono nel 1902 e divorziarono nel 1908, senza figli. Morì nel 1929.
- Mihriban Hanim. Abcasa, nata nel 1890 a Istanbul, nel quartiere Kayalar Memduhiye di Adapazarı. Aveva un fratello. Era molto bella, snella e bionda. Si sposarono nel 1907 e divorziarono nel 1913. Mihriban tornò a vivere dal fratello e più tardi si trasferì in Egitto, dove morì nel 1956. Da lei ebbe un figlio:
  - Şehzade Mehmed Orhan (n. 1909).
- Pervin Hanim. Nata nel 1880. Si sposarono e divorziarono nel 1908, senza figli. Morì nel 1917.
- Hatice Macide Hanim. Nata nel 1899, figlia del Colonnello Mustafa Şerif Bey. Si sposarono nel 1913. Tuttavia, il parlamento e il sultano Mehmed V aveva vietato queste nozze a causa dello status troppo basso della famiglia di lei. Di conseguenza, il matrimonio non fu riconosciuto e dichiarato morganatico: le rendite di Abdülkadir vennero dimezzate, Mecide non venne riconosciuta come consorte principesca e ai loro figli fu negato rango ed eredità. Divorziarono nel 1925 e Mihriban andò a vivere a Vienna, dove morì nel 1934. Da lei ebbe due figli:
  - Şehzade Ertuğrul Necib (n. 1914).
  - Şehzade Alaeddin Kadir (n. 1917).
- Meziyet Fatma Hanım. Nata a Creta nel 1908, figlia del colonnello Mecid Bey. Si sposarono nel 1922 con una cerimonia celebrata dall'Imam Süleyman Efendi. Come per quello con Macide, anche questo matrimonio era stato vietato dal parlamento e dal sultano e quindi rigettato allo stesso modo. In più, poco dopo le nozze, un uomo, Selim Sipahi, affermò che in realtà Meziyet era già sua moglie, anche se non riuscì a far valere le sue ragioni. Seguì il marito in esilio. Dopo essere rimasta vedova tornò a Istanbul, dove prese nome Meziyet Osmanoğlu in virtù della legge sul cognome e dove morì il 13 novembre 1989. Venne sepolta nel cimitero di Karacaahmet. Da lei ebbe due figlie:
  - Bidar Sultan (1924 - 1924).
  - Safvet Neslişah Sultan (n.1927).
- Irene Imer. Una donna ungherese che sposò nel 1925 e da cui divorziò nel 1926. Da lei ebbe un figlio:
  - Şehzade Osman (n. 1925).

### Figli
Şehzade Mehmed Abdülkadir ebbe cinque figli:
- Şehzade Ahmed Orhan (1901 - 1901) -  con Mislimelek Hanim. Nato e morto a Palazzo Yıldız, sepolto nel cimitero Yahya Efendi.
- Şehzade Mehmed Orhan (12 ottobre 1909 - 12 marzo 1944) - con Mihriban Hanim. 42° Capo della Casa Imperiale di Osman. Si sposò tre volte ed ebbe un figlio e due figlie.
- Şehzade Ertuğrul Necib Ali Kadir (15 marzo 1914 - 7 febbraio 1994) - con Hatice Macide Hanim. Nato a Istanbul. Il 14 agosto 1946 sposò a Vienna l'austriaca Gertrude Emilia Tenngler (n.25 maggio 1926), da cui ebbe una figlia, Margot Leyla (n.1947, con discendenza) e un figlio, Roland Selim (n.1949, con discendenza). Divenne medico. Morto e sepolto a Vienna.
- Şehzade Alaeddin Kadir (2 gennaio 1917 - 21 novembre 1999) - con Hatice Macide Hanim. Nato a Istanbul. Sposò Lydia Dimitrov, da cui ebbe una figlia, Iskra (n.1949, con discendenza) e un figlio, Plamen (n.1960). Morto e sepolto a Sofia.
- Şehzade Osman (1925 - 1934) - con Irene Imer. Nato e morto a Budapest, sepolto nel Santuario Gül Baba.

### Figlie
Şehzade Mehmed Abdülkadir ebbe due figlie:
- Bidar Sultan (3 gennaio 1924 - 8 marzo 1924) - con Meziyet Fatma Hanim. Chiamata in onore della nonna paterna. Nata a Istanbul e morta a Budapest. Sepolta nel Santuario Gül Baba.
- Safvet Neslişah Sultan (25 dicembre 1925 - 30 maggio 2014) - con Meziyet Fatma Hanim. Sposata due volte, ebbe due figli.

## Onorificenze
Şehzade Mehmed Abdülkadir venne insignito delle seguenti onorificenze:
- Ordine della Casa di Osman, ingioiellato
- Ordine della Gloria, ingioiellato
- Ordine di distinzione, ingioiellato
- Ordine di Osmanieh, ingioiellato
- Ordine dei Medjidie, ingioiellato
- Medaglia Imtiyaz, argento
- Medaglia Imtiyaz, oro
- Medaglia di guerra Liakat, oro
- Medaglia Hicaz Demiryolu, oro
- Medaglia Iftikhar Sanayi, oro
- Medaglia della guerra greca, oro
- Medaglia eccezionale della Marina, oro

## Cultura popolare
Nella serie TV storica turca del 2017 Payitaht: Abdülhamid, Abdülkadir è interpretato dall'attore turco Can Sipahi.